# 馬鋼 (棒球運動員)
馬鋼（2002年4月14日—），為台灣棒球選手，目前效力於中華職棒中信兄弟，守備位置為內野手。於2020年季中選秀會中被中信兄弟以第三輪第16順位選進。

## 生平
2022年6月12日，於臺中洲際棒球場對戰味全龍，九局上替補代守游擊手位置，為一軍生涯初登場。
2022年6月14日，於臺中洲際棒球場對戰樂天桃猿擔任先發第八棒三壘手，生涯首打席於二局下面對樂天桃猿先發投手霸林爵投出的第一球就擊出中外野方向的一壘安打，達成一軍生涯首球就擊出首安的紀錄。
2025年4月18日，於嘉義縣立棒球場對戰樂天二軍的比賽中完成完全打擊，成為第四位於中華職棒二軍例行賽繳出完全打擊的選手，也是二軍首位以四個打席上場即締造紀錄的球員。

## 經歷
- 臺中市東區力行國民小學少棒隊
- 臺中市立中山國民中學青少棒隊
- 高雄市私立普門高級中學青棒隊
- 中華職棒中信兄弟（2020年－）

## 職棒生涯成績
| 年度 | 球隊     | 出賽 | 打數 | 安打 | 全壘打 | 打點 | 盜壘 | 四死 | 三振 | 壘打數 | 雙殺打 | 打擊率 | 上壘率 | 長打率 | OPS   |
| ---- | -------- | ---- | ---- | ---- | ------ | ---- | ---- | ---- | ---- | ------ | ------ | ------ | ------ | ------ | ----- |
| 2022 | 中信兄弟 | 2    | 3    | 1    | 0      | 0    | 0    | 0    | 2    | 1      | 0      | 0.333  | 0.333  | 0.333  | 0.666 |
| 2023 | 中信兄弟 | 2    | 4    | 0    | 0      | 0    | 0    | 0    | 2    | 0      | 0      | 0.000  | 0.000  | 0.000  | 0.000 |
| 2024 | 中信兄弟 | 3    | 6    | 2    | 0      | 1    | 0    | 1    | 2    | 2      | 0      | 0.333  | 0.429  | 0.333  | 0.762 |
| 合計 | 3年      | 7    | 13   | 3    | 0      | 1    | 0    | 1    | 6    | 3      | 0      | 0.231  | 0.286  | 0.231  | 0.517 |

## 外部連結
- 馬鋼在台灣棒球維基館上的資料 （页面存档备份，存于）
- 馬鋼在中華職棒官網
- 馬鋼在Baseball-Reference.com（小聯盟以及海外聯盟）（英语）